# کنزینگتون آرکید
کنزینگتون آرکید (انگلیسی: Kensington Arcade) یک مرکز خرید در لندن، انگلستان است.
این مرکز خرید که در ناحیه کنزینگتون قرار دارد دارای ۱۳٬۰۰۰ مترمربع زیربنا می‌باشد، ورودی ایستگاه متروی خیابان کنزینگتون های در داخل این مرکز خرید قرار دارد.